# Синуэсса
Синуэсса (итал. Sinuessa; греч. Σινο(ύ)εσσα) — древнеримская колония в Лации (в более широком смысле термина), расположенная на берегу Тирренского моря примерно в 10 км к северу от устья реки Вольтурно (древний Волтурн). Город был последним местом, где Аппиева дорога выходила на морское побережье. Руины города расположены в современном муниципалитете Мондрагоне (Кампания).
В древности этот район населяли аврунки. В 296 г. до н. э. римляне близ развалин греческого Синопа основали колонию Синуэсса. На рубеже нашей эры Синуэсса процветала как станция на Аппиевой дороге и центр значимого винодельческого района. По сведениям Тацита, император Клавдий не был отравлен, а на самом деле просто умер от старости в Синуэссе. Здесь же в 69 году Гай Софоний Тигеллин, ближайший советник императора Нерона, узнав, что его приговорили к смерти, перерезал себе горло и умер на руках у своих любовниц.
В Мондрагоне сохранилось несколько свидетельств существования античной Синуэссы, включая акведук и мавзолей Торре-дель-Паладино (I в. до н. э.). В 1911 году при возделывании виноградника была обнаружена статуя богини Афродиты IV века до н. э., происходившая предположительно с виллы Цицерона. В настоящая время «Венера из Синуэссы» украшает Национальный музей в Неаполе.